# Lego Jurassic World
 (décembre 2015).
Si vous disposez d'ouvrages ou d'articles de référence ou si vous connaissez des sites web de qualité traitant du thème abordé ici, merci de compléter l'article en donnant les références utiles à sa vérifiabilité et en les liant à la section « Notes et références ».
Pour les articles homonymes, voir Jurassic World (homonymie).
Lego Jurassic World est un jeu vidéo développé par Traveller's Tales et édité par WB Games. Il est sorti le 12 juin 2015 sur Xbox 360, Xbox One, PlayStation 3, PlayStation 4, PlayStation Vita, Wii U, Nintendo 3DS, Windows et le 17 septembre 2019 sur Nintendo Switch. Le jeu est basé sur les quatre films de la saga Jurassic Park.

## Système de jeu
Le titre se présente sous la forme d'un jeu d'action-aventure : il est alors possible de revivre les aventures des films tant du côté des protagonistes que du côté des dinosaures, laissant ainsi plus ample liberté au joueur. Il y a aussi beaucoup de comédies et d'éléments burlesques avec les dinosaures et les différents personnages jouables. Le jeu se déroule sous formes d'arcs narratifs, reprenant la trame des films et incitant le ou les joueur(s) à récolter : 
- un maximum de pièces, qui donne accès à des récompenses ainsi que la possibilité d'acheter des personnages déverrouillables au fil du jeu.
- de Minikits (10 par niveau), qui rend possible aux joueurs de jouer les dinosaures sous leurs formes squelettiques.
- d'ambres (1 par niveau), qui permet aux joueurs de récupérer l'ADN des dinosaures afin de les rendre disponibles en tant que personnages jouables.

## Personnages

### Voix originales
- Chris Pratt : Owen Grady
- Bryce Dallas Howard : Claire Dearing
- Omar Sy : Barry
- B.D. Wong : Dr Henry Wu
- Laura Dern : Ellie Sattler
- Jeff Goldblum : Ian Malcolm
- Samuel L. Jackson : Ray Arnold
- Sam Neill : Pr Alan Grant
- Wayne Knight : Dennis Nedry
- Gerald R. Molen : Dr Gerry Harding

### Voix françaises
- David Krüger : Owen Grady
- Barbara Beretta : Claire Dearing
- Omar Sy : Barry
- Rafaèle Moutier : Ellie Sattler
- Pascal Casanova : Pr Alan Grant
- Lionel Tua : Ian Malcolm
- Jérôme Keen : John Hammond
- Daniel Lafourcade : Dr Henry Wu
- Patrick Préjean : Dennis Nedry
- Thierry Desroses : Ray Arnold
- Alexandra Garijo : Lex Murphy
- Jean-Claude Sachot :  Dr Gerry Harding
- Gilbert Levy : Donald Gennaro
- Frédéric Cerdal :  M. ADN
- Xavier Fagnon :  Nick Van Owen
- Philippe Peythieu : Eddie Carr & Udesky
- Sébastien Desjours : Billy Brennan
- Gabriel Bismuth-Bienaimé : Erik Kirby

## Trame
Le jeu s'appuie sur les quatre premiers films issus de la saga Jurassic Park :
- 1993 : Jurassic Park de Steven Spielberg
- 1997 : Le Monde perdu : Jurassic Park de Steven Spielberg
- 2001 : Jurassic Park 3 de Joe Johnston
- 2015 : Jurassic World de Colin Trevorrow